# Podagrion ivorensis
Podagrion ivorensis är en stekelart som beskrevs av Jean Risbec 1953. Podagrion ivorensis ingår i släktet Podagrion och familjen gallglanssteklar.
Artens utbredningsområde är Elfenbenskusten. Inga underarter finns listade i Catalogue of Life.